# Kościół Najświętszego Serca Jezusowego w Głogowie
Kościół pw. Najświętszego Serca Jezusowego w Głogowie – kościół parafialny należący do parafii Najświętszego Serca Jezusowego w Głogowie, dekanatu Głogów – św. Mikołaja, diecezji zielonogórsko-gorzowskiej, metropolii szczecińsko-kamieńskiej, zlokalizowany w Głogowie, w powiecie głogowskim, w województwie lubuskim.

## Architektura
Świątynia zbudowana w roku 1910 przez budowniczego Michaela w stylu neogotyckim. Orientowany, z kwadratową wieżą i przyporami.

## Wyposażenie

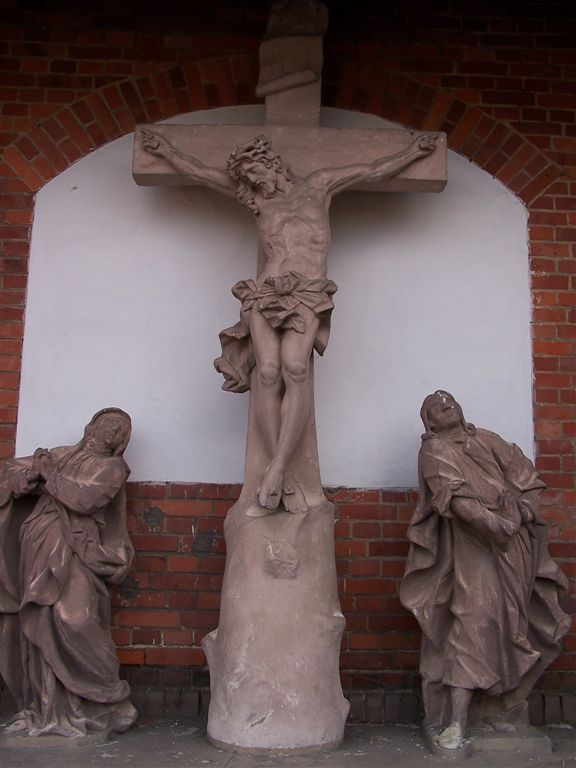
Grupa Ukrzyżowania

Wyposażenie głównie dziewiętnastowieczne. Na zewnętrznej, północnej ścianie kościoła wmurowane są cztery płaskorzeźby ze stacji różańcowych z 2 połowy XVII wieku, rozmieszczonych pierwotnie na drodze z Głogowa do Grodowca. Obok barokowa Grupa Ukrzyżowania, wykonana z piaskowca. Kościół mieści się w dzielnicy Krzepów, przy ulicy Kościelnej.